# Тальменка
Тальме́нка — рабочий посёлок в Алтайском крае России, административный центр Тальменского района.

## География
Расположен на правом берегу реки Чумыш (приток Оби) в 84 км к северу от Барнаула и в 150 км к югу от Новосибирска. Тальменка находится на юго-восточной окраине Западно-Сибирской равнины. Площадь посёлка — 14 км².

## История
Тальменка основана в 1721 году. В середине XIX века это было село Тальменское Тальменской волости Барнаульского уезда Томской губернии. В селе была Михаило-Архангельская церковь.
Из описания села Тальменского по состоянию на 1885 год:
Расстояние 70 вёрст от Барнаула. Население: 115 дворов. Стоит на речке Тальменке, есть почтовая станция. Через село проходят почтовая, караванная дорога и скотопрогонный тракт.
Из описания села Тальменского по состоянию на 1904 год:
Расстояние 325 вёрст от Томска, 61 вёрст от уездного города (Барнаула), 24.75 вёрст до ближайшего почтового учреждения. Население: 209 дворов; проживает 566 мужчин, 569 женщин; земли распределено 1521 десятин. Стоит на речке Тальменке. Церковь. Казенная винная лавка. Сельское училище. Почтовая станция. Сельская больница. Волостное правление. Хлебозапасный магазин.
2 мануфактурных и 3 мелочных лавки. Две ярмарки: 1-я Ивановская (24 мая), 2-я Иоанно-Златоустовская (13 ноября). Два еженедельных базара по пятницам и субботам и три мукомольных водяных мельницы.

## Население
Динамика численности населения по годам:
| 1893 | 1926 |
| ---- | ---- |
| 601  | 4137 |

| 1939    | 1959    | 1970    | 1979    | 1989    | 2002    | 2008    |
| ------- | ------- | ------- | ------- | ------- | ------- | ------- |
| 13 216  | ↗17 953 | ↗20 214 | ↘20 050 | ↘19 720 | ↗20 016 | ↗20 509 |
| 2009    | 2010    | 2011    | 2012    | 2013    | 2014    | 2015    |
| ↗20 567 | ↘18 814 | ↗18 864 | ↗19 054 | ↘19 000 | ↗19 104 | ↘18 998 |
| 2016    | 2017    | 2018    | 2019    | 2020    | 2021    |         |
| ↗19 044 | ↗19 157 | ↘19 098 | ↘19 046 | ↘18 933 | ↘18 070 |         |

Тальменка — один из крупнейших посёлков городского типа в России. В 2010 году Тальменка по численности населения находился на 22-м месте из 1291 посёлка в России и крупнейший в Алтайском крае.

### Известные люди
- Быстров, Василий Александрович — Герой Советского Союза.
- Комарова, Лариса Фёдоровна — советская и российская учёная, доктор технических наук.
- Корякин, Валентин Александрович — молдавский художник, график, акварелист.
- Полотнянко, Николай Алексеевич — советский и российский писатель.

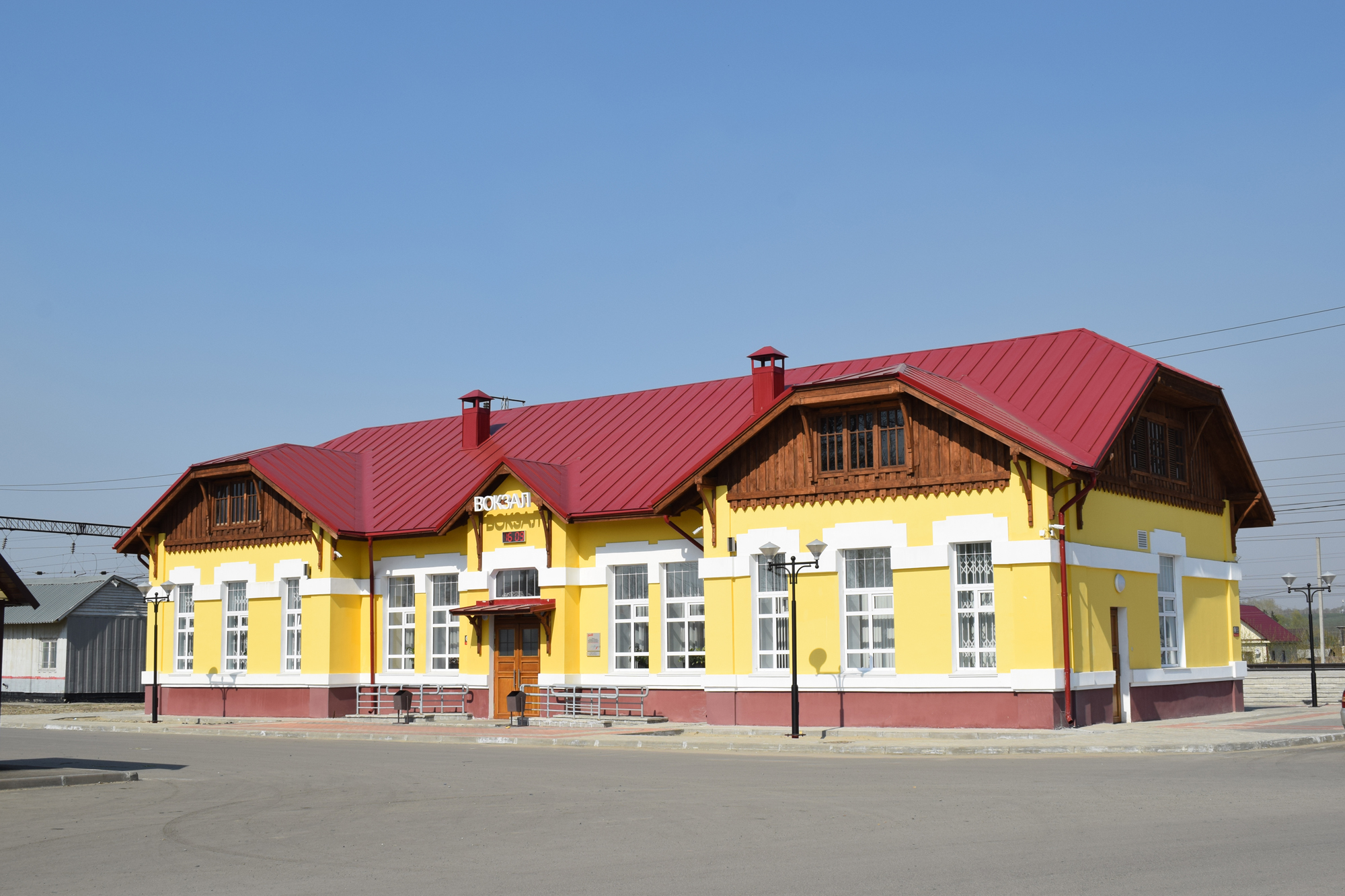
Здание вокзала

## Транспорт
В Тальменке расположена железнодорожная станция «Усть-Тальменская» на линии Инская — Среднесибирская, открытая в 1915 году, здание вокзала в 1994 году было признано памятником градостроительства и архитектуры регионального значения.
Через Тальменку проходит автомобильная дорога федерального значения Р256 «Чуйский тракт» Новосибирск — Бийск — Горно-Алтайск — государственная граница с Монголией.

## Экономика
Основные промышленные предприятия: кондитерская фабрика, элеватор.
Также в Тальменке были деревообрабатывающий комбинат (ДОК) и машиностроительный завод, но эти предприятия были закрыты.